# Toledo (Cebu)
Toledo (in passato Hinulawan) è una Città componente delle Filippine, situata nella Provincia di Cebu, nella Regione del Visayas Centrale.
Toledo è formata da 38 baranggay:
- Awihao
- Bagakay
- Bato
- Biga
- Bulongan
- Bunga
- Cabitoonan
- Calongcalong
- Cambang-ug
- Camp 8
- Canlumampao
- Cantabaco
- Capitan Claudio
- Carmen
- Daanglungsod
- Don Andres Soriano (Lutopan)
- Dumlog
- Gen. Climaco (Malubog)
- Ibo

- Ilihan
- Juan Climaco, Sr. (Magdugo)
- Landahan
- Loay
- Luray II
- Matab-ang
- Media Once
- Pangamihan
- Poblacion
- Poog
- Putingbato
- Sagay
- Sam-ang
- Sangi
- Santo Niño (Mainggit)
- Subayon
- Talavera
- Tungkay
- Tubod